# 1928 no carnaval
Nesta página encontrará referências aos acontecimentos directamente relacionados com o carnaval ocorridos durante o ano de 1928.

## Eventos
- 28 de Abril - Fundação, no Rio de Janeiro, da Escola de Samba Estação Primeira de Mangueira.
- A avenida Rio Branco, no Rio de Janeiro recebe a primeira decoração oficial para o carnaval, feita por Luiz Peixoto.

## Nascimentos
| Data | Nome | Profissão | Nacionalidade | Observações | Ref |
| ---- | ---- | --------- | ------------- | ----------- | --- |

## Mortes
| Data | Nome | Profissão | Nacionalidade | Observações | Ref |
| ---- | ---- | --------- | ------------- | ----------- | --- |